# Château Griset de Forel
Le château Griset de Forel, également appelé château de Middes, est un château situé dans le village de Middes, sur le territoire de la commune fribourgeoise de Torny, en Suisse.

## Histoire
Le château Griset de Forel tient son nom de la famille homonyme, propriétaire du village, et en particulier de François Joseph Nicolas Griset de Forel, bailli de Bulle, qui le fit construire par l’architecte Johannes Paulus Nader (également appelé Jean Paul Nader) dans le style Louis XV. La famille conserva ce château jusqu'à sa disparition, au milieu du XIXe siècle.
En 1830, la religieuse Madeleine-Sophie Barat, fondatrice de la société du Sacré-Cœur de Jésus, y résida quelque temps avant de s'installer au chateau de Montet. L'ensemble passa ensuite entre les mains de plusieurs propriétaires, dont le conseiller fédéral Jean-Marie Musy pendant les années 1930 - 1940.
Décrit comme « l'une des réalisations majeures de l'architecture fribourgeoise et l'un des lieux de villégiature favoris du patriciat au XVIIIe siècle », le château et ses jardins sont inscrits comme biens culturels suisses d'importance nationale.